# Oudéré Kankarafou
Oudéré Kankarafou, né le 8 décembre 1983 à Dapaong au Togo, est un athlète français spécialiste du sprint.

## Palmarès

### Championnats du monde
- Championnats du monde d'athlétisme 2005 à Helsinki :
  -  Médaille d'or du 4 × 100 m (a participé aux séries)

### Championnats d'Europe
- Championnats d'Europe d'athlétisme 2006 à Göteborg :
  -  Médaille de bronze (premier relayeur) du 4 × 100 m (aux côtés de Ronald Pognon, Fabrice Calligny et David Alerte)